# Prosopistoma pearsonorum
Prosopistoma pearsonorum is een haft uit de familie Prosopistomatidae. De wetenschappelijke naam van de soort is voor het eerst geldig gepubliceerd in 1998 door Campbell & Hubbard.
De soort komt voor in het Australaziatisch gebied.